# Echternacherbrück
Echternacherbrück is een plaats in de Duitse deelstaat Rijnland-Palts, en maakt deel uit van de Eifelkreis Bitburg-Prüm.
Echternacherbrück telt 1.036 inwoners. De plaats ligt aan de rivier de Sauer (fr. Sûre) aan de overzijde van de Luxemburgse stad Echternach. De plaats ontleent zijn naam aan de brug naar Echternach, die ook in het wapen van de plaats staat afgebeeld.

## Bestuur
De plaats is een Ortsgemeinde en maakt deel uit van de Verbandsgemeinde Südeifel.

## Gebouwen
Op het Ferschweiler Plateau boven de plaats staat de Liboriuskapel.
Verbandsvrije stad:  Bitburg